# Ubaldo Righetti
Ubaldo Righetti (Sermoneta, Provincia de Latina, Italia, 1 de marzo de 1963) es un exfutbolista y director técnico italiano. Se desempeñaba en la posición de defensa.

## Selección nacional
Fue internacional con la Selección de fútbol de Italia en 8 ocasiones. Debutó el 16 de noviembre de 1983, en un encuentro ante la selección de Checoslovaquia que finalizó con marcador de 2-0 a favor de los italianos.

### Participaciones en la Copa del Mundo
| Mundial                      | Sede      | Resultado    |
| ---------------------------- | --------- | ------------ |
| Copa Mundial Juvenil de 1981 | Australia | Primera fase |

## Clubes

### Como futbolista
| Club           | País   | Año         |
| -------------- | ------ | ----------- |
| A. S. Roma     | Italia | 1980 - 1987 |
| Udinese Calcio | Italia | 1987 - 1988 |
| U. S. Lecce    | Italia | 1988 - 1990 |
| Pescara Calcio | Italia | 1990 - 1994 |

### Como entrenador
| Club         | País   | Año         |
| ------------ | ------ | ----------- |
| S. S. Tivoli | Italia | 2003 - 2004 |

## Palmarés

### Campeonatos nacionales
| Título      | Club       | País   | Año     |
| ----------- | ---------- | ------ | ------- |
| Copa Italia | A. S. Roma | Italia | 1980-81 |
| Serie A     | A. S. Roma | Italia | 1982-83 |
| Copa Italia | A. S. Roma | Italia | 1983-84 |
| Copa Italia | A. S. Roma | Italia | 1985-86 |

### Distinciones individuales
| Distinción   | Año  |
| ------------ | ---- |
| Trofeo Bravo | 1984 |